# 命 (プロ雀士)
命（みこと、1984年1月23日 - ）は、日本プロ麻雀協会所属のプロ雀士。東京都出身。

## 人物
「命のげすのみ！！」というコミュニティを開設。
池袋のカラオケバー「メンタンピンドラドラデンデン」の店長をつとめる。